# 尼克·海费尔德
尼克·海费尔德（1977年5月10日—，生于门兴格拉德巴赫），德国一级方程式赛车車手，綽號Quick Nick。

## F1职业生涯

### 普罗斯特车队：2000年
海费尔德在2000年成为普罗斯特车队的一名正式车手，其队友是老将让·阿莱西，該季没有获得积分。更为尴尬的是他与队友多次在比赛中撞车。

### 索伯车队：2001年、2002年、2003年
2001年他离开了普罗斯特车队，与索伯车队签订了三年合约。他在2001年和2002年的队友分别是基米·莱科宁和菲利佩·马萨，当时的表现也超过了他们。2001年巴西大奖赛首次登上领奖台。
他本有希望在2002年加盟迈凯伦车队，但迈凯伦最终选择了他的队友基米·莱科宁。
2003年成绩不及队友亨茨·赫拉德·弗伦岑，年底被车队弃用。

### 乔丹车队：2004年
海费尔德似乎就要退出车坛，但由于在试车中有不错表现，乔丹车队给了他一个正式车手席位。队友是新手乔吉奥·潘塔诺。2004赛季共获得3个积分排名第18位。

### 威廉姆斯车队：2005年
2005年初，经过与安东尼奥·皮佐尼亚的激烈争夺，海费尔德在威廉姆斯车队获得了一个正式车手席位。他在2005年欧洲大奖赛上首次获得杆位，正式比赛列第二位。
由于试车时受伤，海费尔德错过了意大利站和比利时站的比赛。「他本来想在巴西站重新上场比赛，却又在外出骑自行车时被摩托车撞上。因此该年度的后5站比赛他均未参加。全年积28分排名第11位」(詳情請見下方*)。
- 在2005年賽季缺席後面幾場比賽，有傳言指出是因為車隊當時與引擎供應商BMW已翻臉，而BMW卻在那時與海费尔德簽下隔年寶馬廠隊的車手約，此舉惹來車隊老闆 法蘭克·威廉斯的不滿，故對外宣稱他受到嚴重的運動傷害，讓試車手 安東尼歐·皮佐尼亞出席剩餘比賽，其實這只是威廉斯車隊找藉口，不讓他參與2006年賽車的研發而已。

### 宝马索伯车队：2006年至2009年

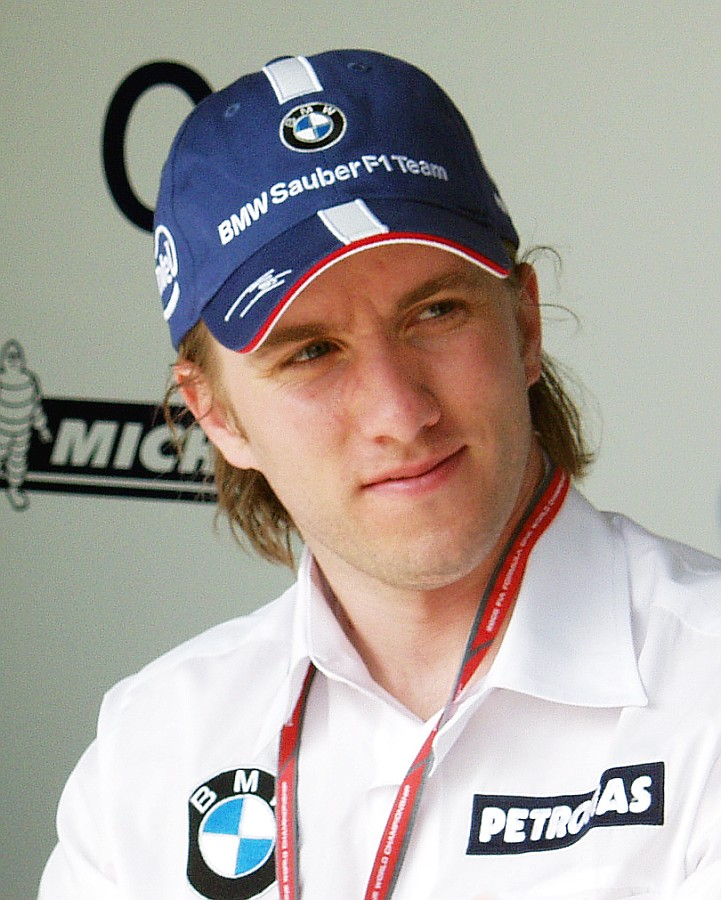
2006年，尼克·海费尔德在德国纽伯格林赛道

2006年海费尔德加盟刚刚收购索伯车队的宝马索伯车队，队友起先是1997年世界冠军雅克·维伦纽夫，后来是新手罗伯特·库比卡。匈牙利站获得第3名，这是宝马索伯车队第一次有车手登上领奖台。全年积23分排名第9位。
2007年海费尔德表现更为出色。巴林站上甚至超越了两届世界冠军费尔南多·阿隆索。加拿大站夺得亚军。匈牙利站又获得季军。全年积61分排名第5，仅次于两大车队(法拉利和迈凯伦)的4名车手，超出队友22分。
2008赛季的开头海费尔德依旧表现不俗，在揭幕战澳大利亚站上获得亚军。马来西亚站创造了自己职业生涯的第一个最快圈速。但此后被队友罗伯特·库比卡赶上。在2008年的前17站比赛中获得60个积分排名第6。
在9年的F1职业生涯中，海费尔德11次登上领奖台，包括7次亚军和4次季军，却没有获得一次冠军。
他曾保持着41场连续完赛的记录(从2007年法国站开始，直到2009新加坡站结束)。

### 梅赛德斯車隊：2010年
梅赛德斯車隊宣佈簽下海费尔德擔任該隊2010年的測試及儲備車手。

### 倍耐力輪胎：2010年
在海费尔德宣布與梅赛德斯車隊解約之後,他擔任了2011年輪胎供應商倍耐力的測試車手

### 索伯車隊：2010年
索伯車隊在義大利站後宣佈,海费尔德將回鍋索伯車隊,取代迪拉羅薩跑完剩下的五場比賽。

### 雷諾車隊：2011年
海费尔德加盟雷諾車隊，與新秀維塔利·柏杜夫合作。但在赛季中期以成绩不稳定等原由被车队解聘，其席位被布鲁诺·塞纳顶替。9月2日雷諾車隊正式將他解僱
。